# Elkeringhausen
Elkeringhausen ist ein Stadtteil der Stadt Winterberg im nordrhein-westfälischen Hochsauerlandkreis.

## Geographische Lage
Elkeringhausen liegt im Nordostteil des Rothaargebirges im Naturpark Sauerland-Rothaargebirge etwa 3 km nordöstlich der Kernstadt von Winterberg. Es befindet sich in einem nahezu runden Tal auf etwa 485 bis 543 m Höhe zwischen dem Böhl (721,4 m) im Norden, dem Rösberg (785,7 m) im Osten, der Alten Grimme (754,9 m) im Südosten, dem Kreuzberg (715,5 m) im Südwesten und dem Ruhrkopf (695,7 m) im Nordwesten. Durch das Dorf fließt im Orketal die Orke, die etwas südlich der Ortschaft nach Einmündung der Helle an der Ehrenscheider Mühle vorbeifließt und unter anderem durch das nahe Medelon zur Eder verläuft.

## Geschichte
Erstmals erwähnt wird der Ort in einer Urkunde von 1395, als Broseke (Ambrosius) von Viermünden dieses kölnische Lehen von Gerlach von Diedenshausen kaufte. In dem Ort hatten lange Zeit die Edelherren von Büren Grundbesitz. In dem Zusammenhang ist 1410 von einem Sunder zu Elkeringhausen die Rede. Um 1530 war der Ort zeitweise eine Wüstung und er taucht im Steuerregister von 1536 nicht auf. Die Einwohner waren, wie man aus späteren Besitzverzeichnissen erkennen kann, nach Winterberg gezogen und hatten die Nutzung ihrer Feldflur beibehalten. In den nächsten Jahrzehnten wurde das Dorf wieder besiedelt.
1548 wurde „Elckerckhausen“ als Dorf bezeichnet, das gemeinsam mit Dreislar und Braunshausen dem Medebacher Amtmann Hermann von Viermünden dienen musste. Zu dieser Zeit gehörte es zum Amt Medebach.
Elkeringhausen war lange Zeit Filiale der Pfarrei Grönebach ohne eigenes Gotteshaus. Erstmals wird für 1801 eine Kapelle erwähnt. 1863 wurde eine neue Kapelle erbaut und der Heiligen Maria Magdalena geweiht. 1909 wurde Elkeringhausen Filialkirche von Grönebach und 1960 selbständige Pfarrgemeinde.
1563 bestand Elkeringhausen aus 6 steuerpflichtigen Hausstellen. Daneben besaß die Pfarrei Grönebach im Dorf das sogenannte Lambertusgut. Diese sieben Güter kann man noch in einer Aufstellung der Mark Elkeringhausen aus dem Jahr 1715 erkennen. Die Besitzer waren teils Bürger von Winterberg, teils Einwohner von Elkeringhausen.
Das Lambertusgut konnte 1552 der Medebacher Amtmann kaufen. Hierauf baute er um 1560 sein Haus und nahm dort seinen Wohnsitz. Spätestens seit 1572 kam es immer wieder zu Streitigkeiten zwischen den beiden Parteien um Landnutzung in und um Elkeringhausen. 1592 ist von „Haus Elkeringhausen“ die Rede, auf dem der Amtmann Arnold von Viermünden verstarb. Als Lutheraner ließ er sich im waldeckischen Nieder-Ense beerdigen. Um 1642 stand das Haus leer. 1688 pachtete der Winterberger Bürgermeister Jacob Mörchen das adlige Haus und Gut Elkeringhausen, das zu dieser Zeit im Besitz der adligen Familie von Bourscheid zu Nordenbeck im Fürstentum Waldeck war. 1718 einigten sich die drei Winterberger Bürger Heinrich Mörchen, Heinrich Schmidt und Lorenz Deimel über die Nutzung des Hauses Elkeringhausen. Bürgermeister Lorenz Deimel ließ das für die Stadt nutzlose adlige Haus um 1734 abbrechen. Hierüber beschwerte sich der Verwalter von Haus Nordenbeck beim Kurfürsten von Köln. Offenbar hatte das keine Folgen, jedenfalls blieb der Bürgermeister Deimel in ungestörtem Besitz des adligen Gutes. Dies belegt ein von ihm im Jahr 1735 begonnenes Zehntregister, welches für das gesamte 18. Jahrhundert Einträge über Pachteinnahmen enthält.
1802 fiel der Ort mit dem Herzogtum Westfalen an die Landgrafschaft Hessen-Darmstadt. Ab 1816 gehörte Elkeringhausen zu Preußen. Zuerst wurde es dem Kreis Medebach, danach dem Kreis Brilon zugeordnet. Hierin war es ab 1826 Teil der Bürgermeisterei Winterberg und ab 1837 Bestandteil des Amtes Niedersfeld.
1864 hatte der Ort 222 Einwohner.
Zu Beginn des Jahres 1945 begann sich der Zweite Weltkrieg im Dorf immer stärker auszuwirken. Die Zahl der Evakuierten, Flüchtlinge und Fremdarbeiter war um diese Zeit bereits größer als die der Einheimischen. Es gab weder genügend Nahrung noch genügend Unterkünfte, so dass viel in den Wäldern hausen mussten. Am 27. März zogen  Etappentruppen der Wehrmacht durch den Ort, denen am 28. März Reste von Kampftruppen folgten. Diese nahmen in der Volksschule ihr Quartier ein. Im Dorf wurde am 29. März der Volkssturm zur Verteidigung aufgerufen. Am 30. März hingegen zogen deutsche Kampfverbände durchs Dorf Richtung Küstelberg in den Kampf. Am Ostersonntag den 1. April schoss eine deutsche Geschützbatterie vom Dorf aus in die gleiche Richtung. Die Bevölkerung floh nach Möglichkeit mit Fuhrwerken und Handwagen in die Wälder am Reetsberg. Um diese Zeit wurde bei der nahegelegenen Ehrenscheider Mühle bereits gekämpft. Am Abend des 2. April rückten US-Truppen in den Ort und besetzten ihn. In den Wäldern des Hamm gefangen genommene Deutsche wurden am 4. April ins Dorf gebracht. Gegen Abend zogen die US-Truppen weiter in Richtung Grönebach. Im Ort verblieb eine Besatzung, die eine Ausgangssperre von 19 Uhr bis 7 Uhr morgens verhängte. Zwei Tage später waren die Kampfhandlungen im Ort beendet. Am 8. April fand man noch einen gefallenen Wehrmachtssoldaten und beerdigte ihn auf dem Friedhof. Am 30. April rückten die letzten US-Soldaten ab. In der Folgezeit kam es zu Überfällen von ehemaligen Fremdarbeitern. Etwa einen Monat später kehrten die ersten Evakuierten in ihre Städte zurück. Im Zweiten Weltkrieg starben 43 Männer aus Elkeringhausen als Soldaten, davon die meisten an der Ostfront, oder wurden vermisst. Einer von ihnen starb bei der Flucht aus der Gefangenschaft. Außerdem kamen vier Zivilisten durch Kriegshandlungen ums Leben.
1961 hatte Elkeringhausen bei einer Fläche von 5,8 km² 202 Einwohner. Davon waren 191 katholisch und 8 evangelisch. Von den Erwerbspersonen waren 32,5 % in Land- und Forstwirtschaft, 24,6 % im produzierenden Gewerbe und der Rest in sonstigen Berufssparten beschäftigt.
Am 1. Januar 1975 wurde die Gemeinde Elkeringhausen im Rahmen der kommunalen Neugliederung ein Ortsteil der Stadt Winterberg.

## Einrichtungen

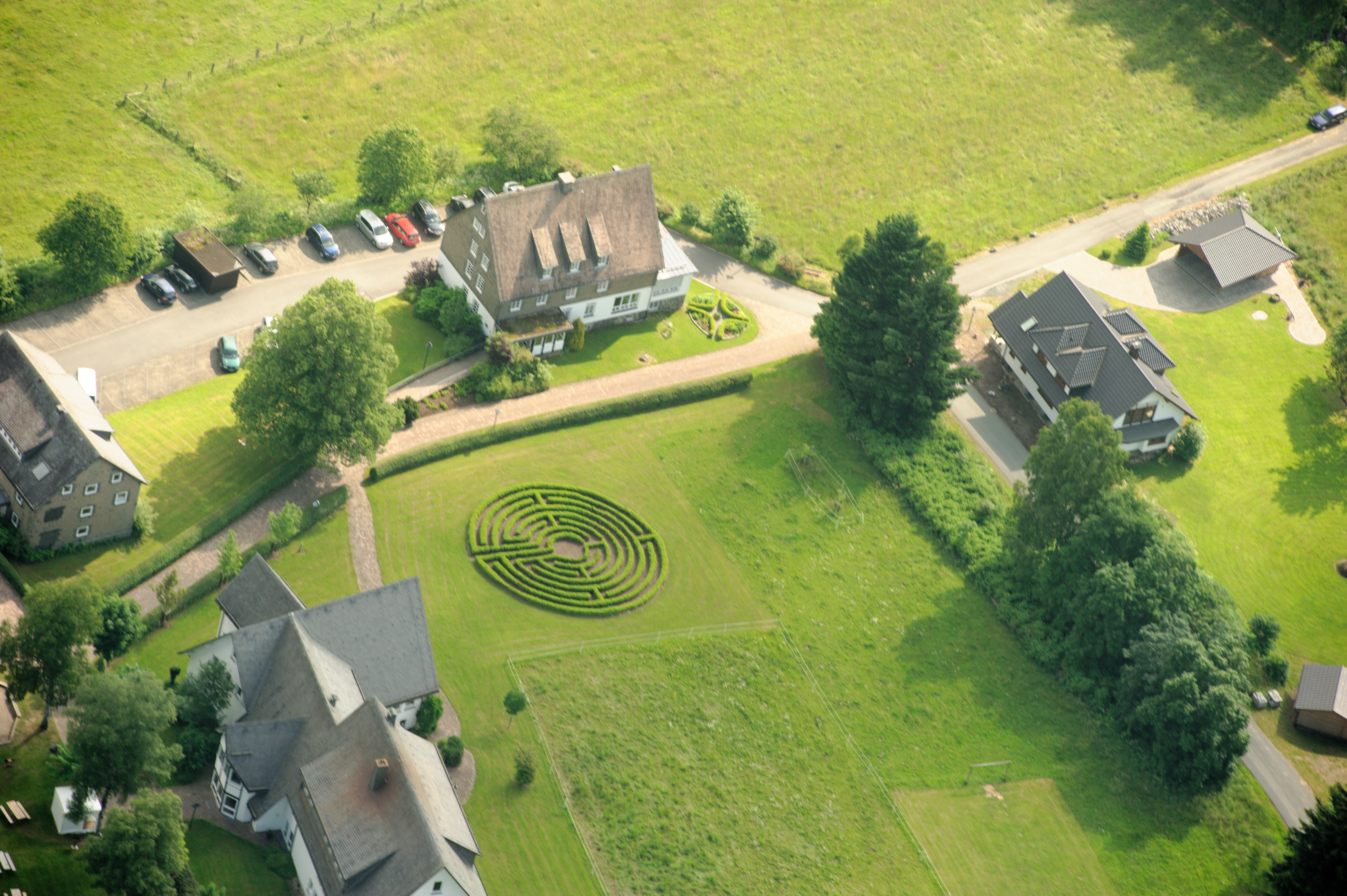
Bildungsstätte St. Bonifatius

Elkeringhausen ist ein staatlich anerkannter heilklimatischer Kurort. Hier befindet sich auch die Bildungsstätte St. Bonifatius.

## Sehenswürdigkeiten

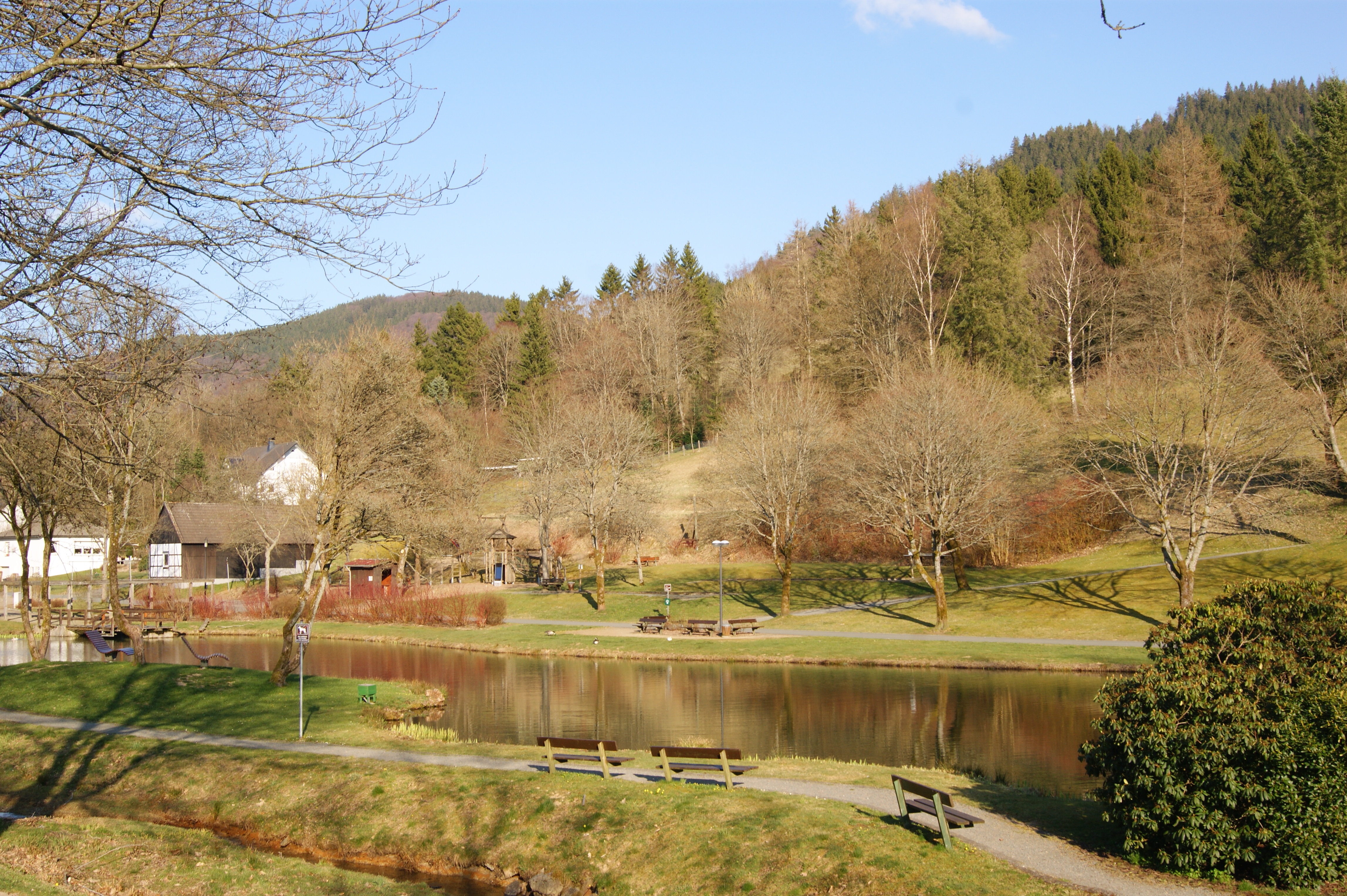
Blick auf den See von Elkeringhausen

Zu den Sehenswürdigkeiten Elkeringhausens gehört sein Kurpark. Er hat in seiner Mitte einen großen Teich und wird am nordwestlichen Rand von der Orke begrenzt. Knapp unterhalb des Parks gibt es an der Orke ein Wasserrad.

## Verkehrsanbindung

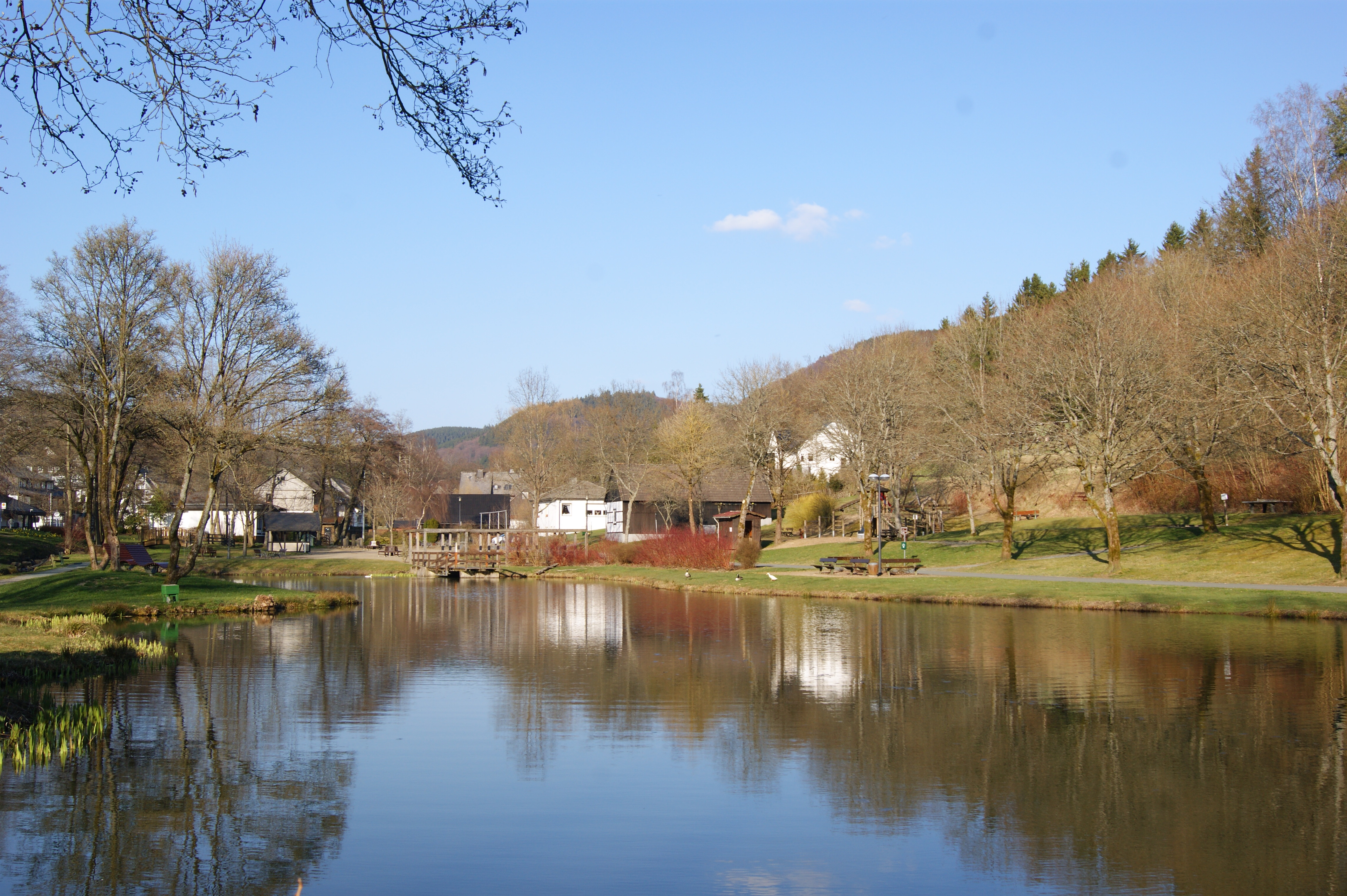
Südlicher Blick auf den See

Durch Elkeringhausen führt die Kreisstraße 50, die direkt nördlich von Winterberg auf etwa 674 m Höhe von der Bundesstraße 480 nach Osten abzweigt, anfangs steil bergab verläuft und schließlich nordostwärts durch das Dorf und dann steil bergauf zur in Richtung Küstelberg führenden Landesstraße 740 führt; von dieser Straße zweigt noch vor Küstelberg auf 646,9 m Höhe die L 872 in Richtung Nordwesten nach Grönebach ab.

## Persönlichkeiten
- Johannes Niggemann (1898–1962), Hauptgeschäftsführer der Handwerkskammer Hannover, Kommunalpolitiker (CDU) und Senator der Stadt Hannover